# 2.ª etapa del Tour de Francia 2019
La 2.ª etapa del Tour de Francia 2019 tuvo lugar el 7 de julio de 2019 con una contrarreloj por equipos en Bruselas en Bélgica sobre un recorrido de 27 km y fue ganada por el Jumbo-Visma. Como consecuencia de ello, el neerlandés Mike Teunissen mantuvo el maillot jaune.

## Clasificación de la etapa
| \| Clasificación de la etapa \| Clasificación de la etapa \| Clasificación de la etapa \| Clasificación de la etapa \| Clasificación de la etapa \| Clasificación de la etapa \| \| Equipo \| Equipo \| Tiempo \| Diferencia \| Promedio \| \| \| ------------------------- \| ------------------------- \| ------------------------- \| ------------------------- \| ------------------------- \| ------------------------- \| \| 1.º \| Team Jumbo-Visma \| 28 min 57 s \| \| 57.202 km/h \| \| \| 2.º \| Ineos \| 29 min 17 s \| + 20 s \| 56.551 km/h \| \| \| 3.º \| Deceuninck-Quick Step \| 29 min 18 s \| + 21 s \| 56.519 km/h \| \| \| 4.º \| Team Sunweb \| 29 min 23 s \| + 26 s \| 56.358 km/h \| \| \| 5.º \| Katusha-Alpecin \| 29 min 23 s \| + 26 s \| 56.358 km/h \| \| \| 6.º \| EF Education First \| 29 min 25 s \| + 28 s \| 56.295 km/h \| \| \| 7.º \| CCC Team \| 29 min 28 s \| + 31 s \| 56.199 km/h \| \| \| 8.º \| Groupama-FDJ \| 29 min 29 s \| + 32 s \| 56.167 km/h \| \| \| 9.º \| Bahrain-Merida \| 29 min 33 s \| + 36 s \| 56.041 km/h \| \| \| 10.º \| Astana \| 29 min 38 s \| + 41 s \| 55.883 km/h \| \| |                       |             |            |             |
| |                       |             |            |             |
| Fuente: ProCyclingStats |                       |             |            |             |
| Clasificación de la etapa |                       |             |            |             |
| Equipo | Equipo                | Tiempo      | Diferencia | Promedio    |
| 1.º | Team Jumbo-Visma      | 28 min 57 s |            | 57.202 km/h |
| 2.º | Ineos                 | 29 min 17 s | + 20 s     | 56.551 km/h |
| 3.º | Deceuninck-Quick Step | 29 min 18 s | + 21 s     | 56.519 km/h |
| 4.º | Team Sunweb           | 29 min 23 s | + 26 s     | 56.358 km/h |
| 5.º | Katusha-Alpecin       | 29 min 23 s | + 26 s     | 56.358 km/h |
| 6.º | EF Education First    | 29 min 25 s | + 28 s     | 56.295 km/h |
| 7.º | CCC Team              | 29 min 28 s | + 31 s     | 56.199 km/h |
| 8.º | Groupama-FDJ          | 29 min 29 s | + 32 s     | 56.167 km/h |
| 9.º | Bahrain-Merida        | 29 min 33 s | + 36 s     | 56.041 km/h |
| 10.º | Astana                | 29 min 38 s | + 41 s     | 55.883 km/h |

## Clasificaciones al final de la etapa

### Clasificación general(Maillot Jaune)
| \| Clasificación general \| Clasificación general \| Clasificación general \| Clasificación general \| Clasificación general \| \| Ciclista \| Ciclista \| Equipo \| Tiempo \| \| \| --------------------- \| --------------------- \| --------------------- \| --------------------- \| --------------------- \| \| 1.º \| Mike Teunissen \| Team Jumbo-Visma \| 4 h 51 min 34 s \| \| \| 2.º \| Wout van Aert \| Team Jumbo-Visma \| + 10 s \| \| \| 3.º \| Steven Kruijswijk \| Team Jumbo-Visma \| + 10 s \| \| \| 4.º \| Tony Martin \| Team Jumbo-Visma \| + 10 s \| \| \| 5.º \| George Bennett \| Team Jumbo-Visma \| + 10 s \| \| \| 6.º \| Gianni Moscon \| Team Ineos \| + 30 s \| \| \| 7.º \| Egan Bernal \| Team Ineos \| + 30 s \| \| \| 8.º \| Geraint Thomas \| Team Ineos \| + 30 s \| \| \| 9.º \| Dylan van Baarle \| Team Ineos \| + 30 s \| \| \| 10.º \| Elia Viviani \| Deceuninck-Quick Step \| + 31 s \| \| |                   |                       |                 |
| |                   |                       |                 |
| Fuente: ProCyclingStats |                   |                       |                 |
| Clasificación general |                   |                       |                 |
| Ciclista | Ciclista          | Equipo                | Tiempo          |
| 1.º | Mike Teunissen    | Team Jumbo-Visma      | 4 h 51 min 34 s |
| 2.º | Wout van Aert     | Team Jumbo-Visma      | + 10 s          |
| 3.º | Steven Kruijswijk | Team Jumbo-Visma      | + 10 s          |
| 4.º | Tony Martin       | Team Jumbo-Visma      | + 10 s          |
| 5.º | George Bennett    | Team Jumbo-Visma      | + 10 s          |
| 6.º | Gianni Moscon     | Team Ineos            | + 30 s          |
| 7.º | Egan Bernal       | Team Ineos            | + 30 s          |
| 8.º | Geraint Thomas    | Team Ineos            | + 30 s          |
| 9.º | Dylan van Baarle  | Team Ineos            | + 30 s          |
| 10.º | Elia Viviani      | Deceuninck-Quick Step | + 31 s          |

### Clasificación por puntos(Maillot Vert)
| Clasificación por puntos | Clasificación por puntos | Clasificación por puntos | Clasificación por puntos | Clasificación por puntos |
| Ciclista                 | Ciclista                 | Equipo                   | Puntos                   |                          |
| ------------------------ | ------------------------ | ------------------------ | ------------------------ | ------------------------ |
| 1.º                      | Mike Teunissen           | Team Jumbo-Visma         | 50 pts                   |                          |
| 2.º                      | Peter Sagan              | Bora-Hansgrohe           | 50 pts                   |                          |
| 3.º                      | Sonny Colbrelli          | Bahrain-Merida           | 33 pts                   |                          |
| 4.º                      | Michael Matthews         | Team Sunweb              | 27 pts                   |                          |
| 5.º                      | Matteo Trentin           | Mitchelton-Scott         | 23 pts                   |                          |
| 6.º                      | Greg Van Avermaet        | CCC Team                 | 21 pts                   |                          |
| 7.º                      | Caleb Ewan               | Lotto-Soudal             | 20 pts                   |                          |
| 8.º                      | Giacomo Nizzolo          | Dimension Data           | 18 pts                   |                          |
| 9.º                      | Oliver Naesen            | AG2R La Mondiale         | 10 pts                   |                          |
| 10.º                     | Lukas Pöstlberger        | Bora-Hansgrohe           | 10 pts                   |                          |

### Clasificación de la montaña(Maillot à Pois Rouges)
| Clasificación de la montaña | Clasificación de la montaña | Clasificación de la montaña | Clasificación de la montaña | Clasificación de la montaña |
| Ciclista                    | Ciclista                    | Equipo                      | Puntos                      |                             |
| --------------------------- | --------------------------- | --------------------------- | --------------------------- | --------------------------- |
| 1.º                         | Greg Van Avermaet           | CCC Team                    | 2 pts                       |                             |
| 2.º                         | Xandro Meurisse             | Wanty-Gobert                | 2 pts                       |                             |

### Clasificación del mejor joven(Maillot Blanc)
| Clasificación del mejor joven | Clasificación del mejor joven | Clasificación del mejor joven | Clasificación del mejor joven | Clasificación del mejor joven |
| Ciclista                      | Ciclista                      | Equipo                        | Tiempo                        |                               |
| ----------------------------- | ----------------------------- | ----------------------------- | ----------------------------- | ----------------------------- |
| 1.º                           | Wout van Aert                 | Team Jumbo-Visma              | 4 h 51 min 44 s               |                               |
| 2.º                           | Gianni Moscon                 | Team Ineos                    | + 20 s                        |                               |
| 3.º                           | Egan Bernal                   | Team Ineos                    | + 20 s                        |                               |
| 4.º                           | Kasper Asgreen                | Deceuninck-Quick Step         | + 21 s                        |                               |
| 5.º                           | Enric Mas                     | Deceuninck-Quick Step         | + 21 s                        |                               |
| 6.º                           | Nils Politt                   | Katusha-Alpecin               | + 26 s                        |                               |
| 7.º                           | Lennard Kämna                 | Team Sunweb                   | + 26 s                        |                               |
| 8.º                           | Mads Würtz                    | Katusha-Alpecin               | + 26 s                        |                               |
| 9.º                           | Søren Kragh Andersen          | Team Sunweb                   | + 26 s                        |                               |
| 10.º                          | David Gaudu                   | Groupama-FDJ                  | + 32 s                        |                               |

### Clasificación por equipos(Classement par Équipe)
| Clasificación por equipos | Clasificación por equipos | Clasificación por equipos | Clasificación por equipos |
| Equipo                    | Equipo                    | Tiempo                    |                           |
| ------------------------- | ------------------------- | ------------------------- | ------------------------- |
| 1.º                       | Team Jumbo-Visma          | 15 h 04 min 09 s          |                           |
| 2.º                       | Ineos                     | + 1 min 20 s              |                           |
| 3.º                       | Deceuninck-Quick Step     | + 1 min 24 s              |                           |
| 4.º                       | Team Sunweb               | + 1 min 44 s              |                           |
| 5.º                       | Katusha-Alpecin           | + 1 min 44 s              |                           |
| 6.º                       | EF Education First        | + 1 min 52 s              |                           |
| 7.º                       | CCC Team                  | + 2 min 04 s              |                           |
| 8.º                       | Groupama-FDJ              | + 2 min 08 s              |                           |
| 9.º                       | Bahrain-Merida            | + 2 min 24 s              |                           |
| 10.º                      | Mitchelton-Scott          | + 2 min 44 s              |                           |

## Abandonos
Ninguno.